# Josef Schaniak
Josef Schaniak (9. února 1845, Uherské Hradiště – 7. března 1905, Uherské Hradiště) byl architekt a stavební podnikatel.
Jeho stavební firma postavila řadu městských budov v Uherském Hradišti, Luhačovicích a Trenčianských Teplicích.
Bývá nazýván "stavitel škol a mistr sgrafita". V Uherském Hradišti působil také jako člen městského výboru (1880-1905) a spoluzakladatel místní pobočky Klubu českých turistů.

## Život
Pocházel z Uherského Hradiště, jeho otcem byl Josef Schaniak st. Působil v Uherském Hradišti, Luhačovicích, Trenčianských Teplicích. Byl pověstný především svojí rychlostí (pivovar v Uherském Brodě vybudoval za jeden rok a šest měsíců, Gymnázium v Uherském Hradišti za 11 měsíců) a kvalitním provedením staveb. V odborné literatuře jsou jeho stavby uváděny především ve spojitosti s barevností a použití sgrafita na průčelích.

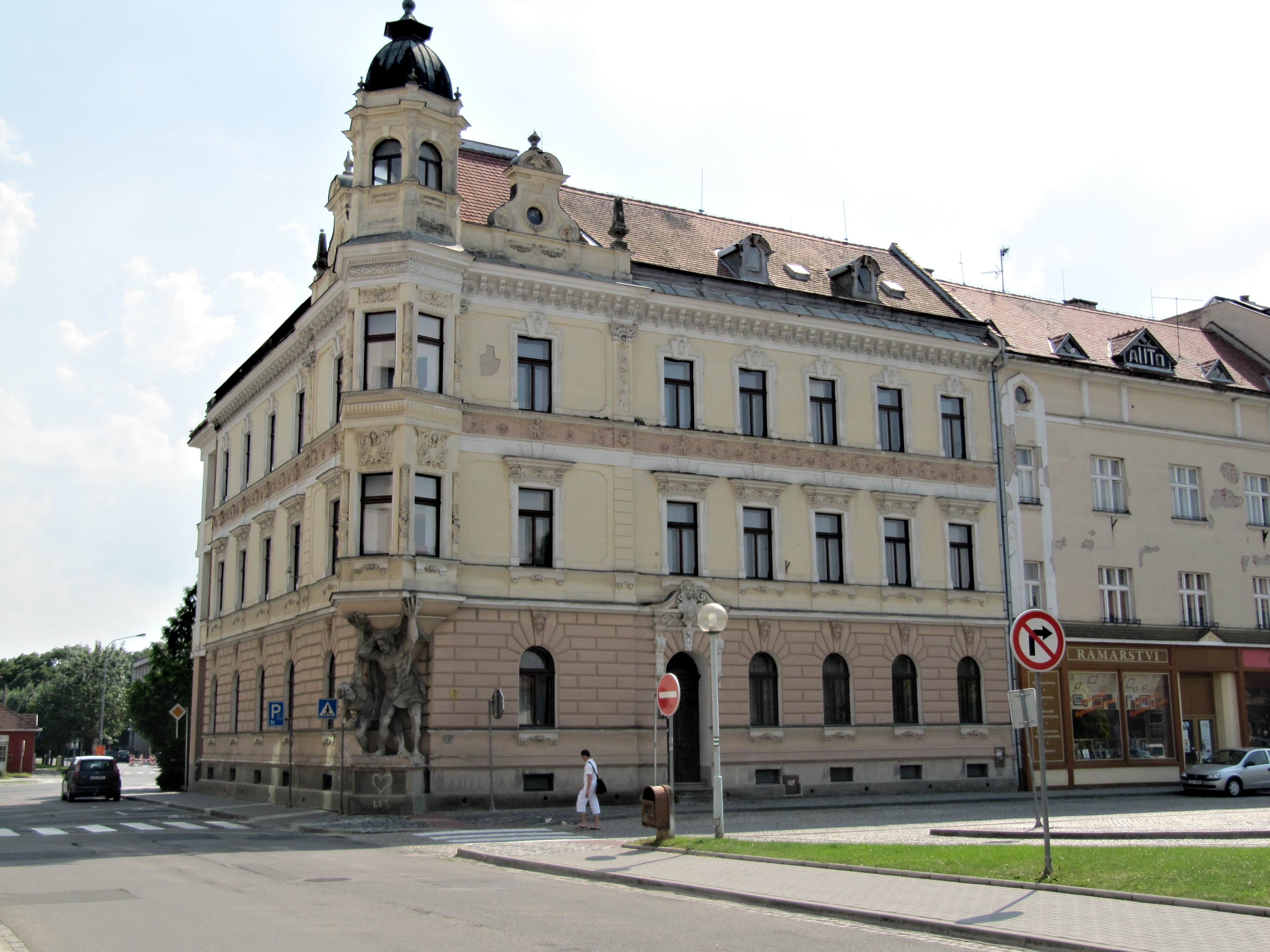
Uherské Hradiště, Palackého náměstí č.p. 293, dům s nárožním arkýřem neseným atlanty.

### Dětství
Josef Schaniak ml. se narodil v rodině stejnojmenného stavitele. Jeho otec vedl firmu "Schaniak" velmi úspěšně a malý Josef ji po jeho smrti zdědil a podobně aktivně vedl.
Jeho otec Josef Schaniak st. firmu odkázal svému synovi, a po jeho smrti mu připadla už roku 1871. Syn Josef převzal firmu i s politickou odpovědností, s kterou bylo fungování architektonického podniku tenkrát spjato. Neúčastnil se jen veřejných zakázek, i když nejznámější jeho stavby jsou právě veřejné, školy a divadla.

### Veřejná činnost
Josef Schaniak se stal brzy členem městského zastupitelstva stejně jako jeho otec a začal dodávat městu novou tvář. Byl milovníkem renesance a secese. Řada domů má řemeslně velmi dobře provedeny umělecké detaily. Spolupracoval s řadou výborných kameníků, převážně z Cetechovic, kde se nalézal lom na velmi kvalitní mramor a jiný obkladový kámen. Zaměstnával velmi zručné kováře a jiné řemeslníky, což ukazovalo na vysokou úroveň řemesla v regionu. Převážně v reprezentativních zakázkách na domech a lázeňských pavilonech v Luhačovicích, které byly vyhlášeným lázeňským městem tehdejší monarchie i pozdější republiky. Josef Schaniak ml. patřil politicky mezi tehdejší Mladočechy, zastával funkci člena obecního výboru královského města Uh. Hradiště.
Byl také vášnivým turistou a cestovatelem. Založil roku 1896 v Uherském Hradišti turistický klub, dlouhá léta byl jejím předsedou. Vybudoval se členy kilometry stezek, kde byly údaje psány v hodinách i v kilometrech: Podílel se na vybudování několika rozhleden.

### Úmrtí
Josef Schaniak zemřel 7. března 1905 v Uherském Hradišti ve věku 60 let. Byl pohřben v rodinné hrobce na hlavním městském hřbitově v Mařaticích.

## Realizované stavby
- Stavba Gymnázia

Roku 1886 byl ustaven Český politický spolek jako organizační základna mladočeské strany, byl zvolen jeho předsedou. Byl to podnikavý člověk, nadšenec. Po rozhodnutí o vybudování gymnázia, první střední školy na Slovácku, sám navrhl a vybudoval důstojné místo. Novorenesanční objekt vybudoval za 11 měsíců. Neměl jistotu, že jej zřizovatel instituce- Ústřední matice školská - opravdu odkoupí, což se stalo a risk jemu vyšel. To, že stavbu stihne zrealizovat do jednoho roku byl také obchodním trikem. Gymnázium přesně dodržuje novorenesanční zákony, kupř. bosáž, bohaté sgrafito, na kladí-frieze fasády je opatřena pantheonem slavných vědců a pedagogů- Purkyně, Komenský. Jeho pojetí nezapře vzor v Národním divadle, snad také proto, že jeho otevření bylo stále velmi živé a vlastenecký či snad celoslovanský pathos v komisi přežíval. Není také bez souvislosti, že jeden ze základních kamenů k Národnímu divadlu pocházel právě z nedalekého Buchlova, také se znovu začínala oživovat tradice cyrilometodějská. Snad není také zcela nemístné připomenout vrby, které před budovou stávaly, aby snad evokovaly atmosféru říčního břehu, architekt často podobně uvažoval a zajímal se živě o zasazení sochy, pomníku či kaple do prostředí stromů. Stromy se často používaly jako dotvoření přírodní kopule, či převážně v 19. století jako prostředek symetrie.
- Lékárna U zlaté koruny (1884)

Lékárna U Zlaté koruny na Masarykově náměstí sloužila svému účelu již od konce 17. století, ve druhé čtvrtině 18. století byly dva původní měšťanské domy, stojící na tomto místě, barokně přestavěny. V roce 1884 byly spojeny pseudorenesanční fasádou, zdobenou sgrafitovou výzdobou. V interiéru je dochována původní část výzdoby, nástropní freska - autorem byl Josef Ignác Sadler, doplněná štukaturou, pocházející z poloviny 18. století.
- Lázeňské divadlo v Luhačovicích (1908)

Komise ze soutěže vybrala návrh architekta Františka Skopalíka. další účastníci: Dušan Jurkovič, František Roith. Dušan Jurkovič předložil návrh dřevěné letní arény, levné, ve stylu svých luhačovických realizací.
- Skopalíkův návrh

Jednalo se o návrh kamenného divadla v neoklasicistním slohu. Pozemek na stavbu divadla získalo divadelní družstvo od lázní za symbolickou cenu. S vlastní stavbou se započalo v roce 1907. Nedostatek finančních prostředků zapříčinil úpravy původního architektonického návrhu a hned zpočátku bylo nutno přikročit k úsporným opatřením, která se odrazila na technické kvalitě budovy. Chybělo tudíž hygienické zařízení, střecha byla pokryta jen lepenkou, takže do budovy zatékalo a hned zpočátku bylo nutno začít s opravami. Divadlo pojalo 250 diváků a malé orchestřiště. Bylo zařízeno jen tím nejnutnějším, ale i tak zůstal družstva po dokončení stavby značný dluh. Navzdory všem problémům byla budova otevřena 27. června 1908 slavnostní akademií připravenou Z. Jankem, na níž za doprovodu lázeňského orchestru a pod taktovkou Jana Schustra vystoupily se zpěvem a recitací manželky lázeňských lékařů. Na repertoáru byly písně a skladby: Antonína Dvořáka, Bedřicha Smetany, Jana Suka, Oskara Nedbala aj.
- Škola ve Starém Městě (1887)

červen až říjen 1887. Novorenesanční budova,přísného stylu, bosáž na soklu fasády. Sloupový vlys.
- Trojtřídní škola v Huštěnovicích (1889)

Realizována v letech 1888 až 1889. Pravidelné vyučování v nové školní budově bylo zahájeno v sobotu 2. září 1889.
- Schaniakovy domy (1896)

V letech 1890-1896 se realizoval architektonicky hodnotný komplex tzv. "Schaniakových domů" v dnešní ulici Jana Lucemburského. Většina domů dnes již nestojí, či je přestavěna. V původním výrazu je zachován pouze dům č.p.228.

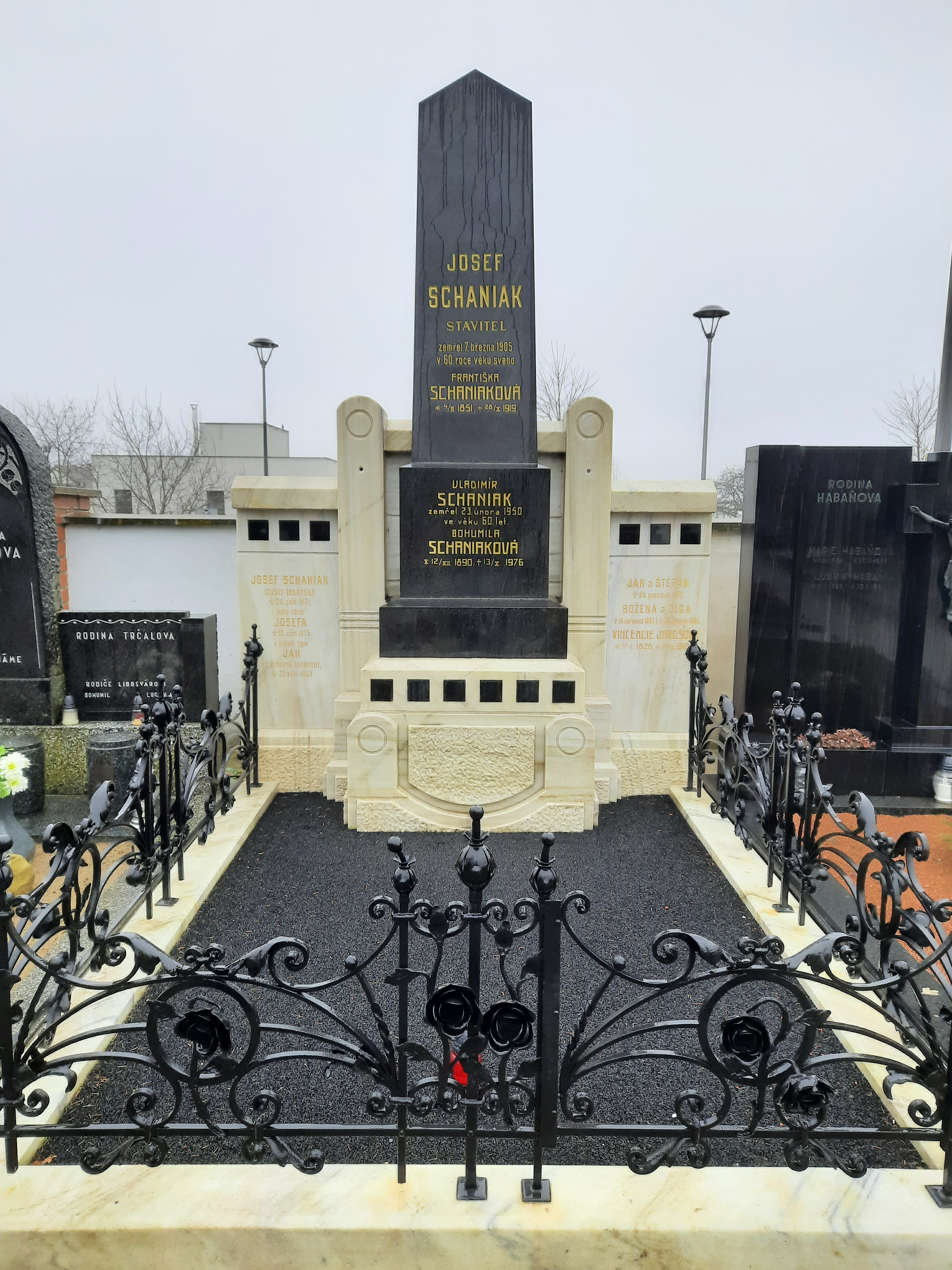
Hrobka rodiny Josefa Schaniaka na hřbitově v Mařaticích

## Odkaz
Josef Schaniak byl velmi činorodý člověk, vášnivý turista, podnikatel, budovatel škol i rodinných domů, stavitel. Ukázal poctivost a kvalitu slováckého řemesla ovládaného místními zručnými lidmi. Povznesl estetiku města, přinesl do ní přísnost antického ideálu a do pískovcového kamene jedné ze škol, které zbudoval nechal vytesat: "Poslouchejte, dítky milé, učitele své ušlechtilé, neb tak zákon boží káže, vás učením ctnostmi váže. Za stavbu tuto rodiče své v paměti mějte, jim poslušnost, vděčnost, lásku projevujte...". Autorem pravděpodobně mohl být i Josef Schaniak.

## Shrnutí realizací
- Lékárna U zlaté koruny, novorenesanční sgrafito, fasáda sjednocuje dva domy do jednoho bloku
- 1885: Gymnázium Uherské Hradiště
- 1886: Uherský Ostroh, škola
- 1887: Školy v Kunovicích a Starém Městě
- 5. duben 1888 - rok 1889: trojtřídní škola v Huštěnovicích.
- 1890-1896: architektonicky hodnotný komplex tzv. "Schaniakových domů" v dnešní ulici Jana Lucemburského.
- rodinné domy na třídě Kollárově, dnes maršála Malinovského
- 1894-1895: Pivovar Janáček v Uherském Brodě
- 1907-1908: Lázeňské divadlo v Luhačovicích

Dále lázeňské domy v Trenčianských Teplicích.